# Hans Hutschenreuther
Hans Hutschenreuther (* 7. Oktober 1575 in Wunsiedel; † 6. Januar 1657 in Eibenstock) war ein deutscher Hammerherr und Bergverständiger im Erzgebirge.

## Leben
Hans Hutschenreuther wurde als Sohn des Hans Hutschenreuther (* 29. Juni 1547 in Wunsiedel) und dessen Ehefrau Margaretha Hutschenreuther, geborene Weinherrscht (* um 1550 in Schlaggenwald), im fränkischen Wunsiedel geboren. Die Familie ist dort seit Anfang des 16. Jahrhunderts nachweisbar.
Anfangs in Wunsiedel als Blechverzinner tätig zieht er 1600 ins sächsische Blauenthal und begibt sich 1616 weiter über die böhmische Grenze, wo er in der Nähe von Heinrichsgrün, in Rothau ein Hammergut erwirbt. Später war er dort pacht- oder mietweise Besitzer zweier Hammerwerke. Um 1640 kehrt er als Glaubensflüchtling nach Blauenthal zurück und errichtet, nachdem er am 15. Juli 1652 vom sächsischen Kurfürsten die Erlaubnis erhielt, in Morgenröthe ein Eisenbergwerk. In seinen letzten Lebensjahren verliert er den größten Teil seines einst beträchtlichen Vermögens. Er starb im Jahre 1657 im Alter von 81 Jahren in Eibenstock.
Unter dem Turm der Kirche von Heinrichsgrün befindet sich eine Grabplatte des Hammermeisters Christoph Michael Hutschenreuther der für seine „aufopferungsvolle Arbeit“ in den Adelsstand erhobenen wurde.

## Familie
Hans Hutschenreuther heiratete in erster Ehe am 13. Februar 1598 in Wunsiedel Anna Wagner und in zweiter Ehe 1644 Catharina Heupel.